# جون جارستانج
جون جارستانج (5 مايو 1876 - 12 سبتمبر 1956) كان عالم آثار بريطاني متخصص في الشرق الأدنى القديم، وخاصة مصر والسودان والأناضول وجنوب بلاد الشام. كان الأخ الأصغر للبروفيسور والتر جارستانج، عضو الجمعية الملكية، عالم الأحياء البحرية وعلم الحيوان. يعتبر جارستانج رائدًا في تطوير الممارسات العلمية في علم الآثار، إذ احتفظ بسجلات مفصلة لحفرياته مع سجلات فوتوغرافية واسعة، وهو أمر كان نادرًا نسبيًا في علم الآثار في أوائل القرن العشرين.

## سيرته
وُلد جون جارستانج في بلاكبيرن في 5 مايو 1876، وكان الطفل السادس لوالتر وماتيلدا جارستانج. تلقى تعليمه في مدرسة بلاكبيرن الإعدادية، وفي عام 1895، حصل على منحة دراسية لكلية جيسوس في أكسفورد لدراسة الرياضيات. أثناء وجوده في أكسفورد، اهتم جارستانج بعلم الآثار وأجرى حفريات في ريبتشستر. تلقى تشجيعًا على ممارسة علم الآثار، حيث بدأ التنقيب في مواقع أخرى تعود إلى العصر الروماني البريطاني خلال عطلاته من أكسفورد.
بعد تخرجه بمرتبة الشرف من الدرجة الثالثة من أكسفورد في عام 1899، انضم جارستانج إلى فريق فليندرز بيتري في أبيدوس. بدأ التنقيب في مواقع مختلفة في المنطقة، بما في ذلك اكتشاف القبور الكبيرة في قرية بيت خلاف عام 1901. في عام 1902، قام بأول حفرية مستقلة له في مصر في رقاقنة. مولت لجنة حفريات عملية الحفر، وهي مجموعة من المتبرعين الأثرياء الذين تلقوا بدورهم مجموعة من القطع من حفريات جارستانج مقابل دعمهم. مثل بيتري الذي سبقه، استمر جارستانج في استخدام لجان الحفريات لتمويل حفرياته لمعظم مسيرته المهنية.
في عام 1902، عين جارستانج أيضًا قارئًا فخريًا في علم الآثار المصري في جامعة ليفربول. في عام 1904، أسس جارستانج معهد الآثار، الذي كان تابعًا للجامعة. مول مستفيدون خاصون المعهد إلى حد كبير، واحتوى كلًا من مكتبة ومتحف، بهدف دعم عمل الطاقم وتعليم طلابه. في عام 2004، تغير اسم هذا المتحف رسميًا إلى متحف جارستانج للآثار، احتفالًا بمرور مئة عام على تأسيس المعهد.
بين عامي 1907 و1941، كان جارستانج أول أستاذ في منهجيات وممارسة علم الآثار في الجامعة. بالنيابة عن المعهد، قام جارستانج بالتنقيب في مواقع في مصر والسودان والشرق الأدنى حتى اندلاع الحرب العالمية الأولى. من بين مساعديه في الحفريات إي. هارولد جونز، الفنان والرسام الإنجليزي.
شغل منصب مدير دائرة الآثار خلال فترة الانتداب البريطاني على فلسطين بين عامي 1920 و1926، ام بالتنقيب في عسقلان في الفترة بين عامي 1920 و1921. كان رئيس المدرسة البريطانية لعلم الآثار في القدس بين عامي 1919 و1926. كذلك قام بحفريات كبيرة في أريحا بين عامي 1930 و1936، بتمويل من السير تشارلز مارستون.
درّس في قسم المصريات بكلية الآداب عندما تأسست في عشرينيات القرن الماضي. كان من بين طلابه باهور لبيب، الذي أصبح لاحقًا مدير المتحف القبطي في القاهرة.
عام 1936 وحتى اندلاع الحرب العالمية الثانية، قام جارستانج بالتنقيب في يوموك تبه بالقرب من مرسين. عاد جارستانج إلى تركيا بعد الحرب، وأنهى أعمال الحفر في عام 1948. في عام 1948، أسس جارستانج المعهد البريطاني للآثار في أنقرة، بمساعدة علماء آثار آخرين من أناطوليا بمن فيهم وينيفريد لامب، وعمل كمديره الأول (خلفه سيتون لويد).

## سيرته الشخصية
تزوج جارستانج من ماري لويز بيرجيس من فرنسا، في عام 1907. على مر السنين، سافرت ماري بكثرة معه. «عندما كانوا في إنجلترا، عاشوا في فورمبي، بالقرب من ليفربول، حيث توفيت ماري في عام 1949. توفي هو بعد عدة سنوات، في بيروت، أثناء رحلة العودة من عطلة بحرية. كان ذلك في عام 1956 وكان عمره ثمانين عامًا. أنجبا طفلين، جون بيرجيس جارستانج الذي توفي في عام 1965 عن عمر ناهز 57 عامًا، وميروي فليمينغ (جارستانج) التي توفيت في عام 1994 عن عمر ناهز 79 عامًا».
اكتملت دراسته الأحادية اللاحقة لوفاته «جغرافية إمبراطورية الحيثيين» بمساعدة أخته آر. جارستانج وزميله أوليفر جورني بعد أن أصيب جون بمرض في عام 1953 وأصبح غير قادر على العمل. قدمت زوجة جورني، ديان جرازبروك، الخرائط.